# سيغورد رينغ

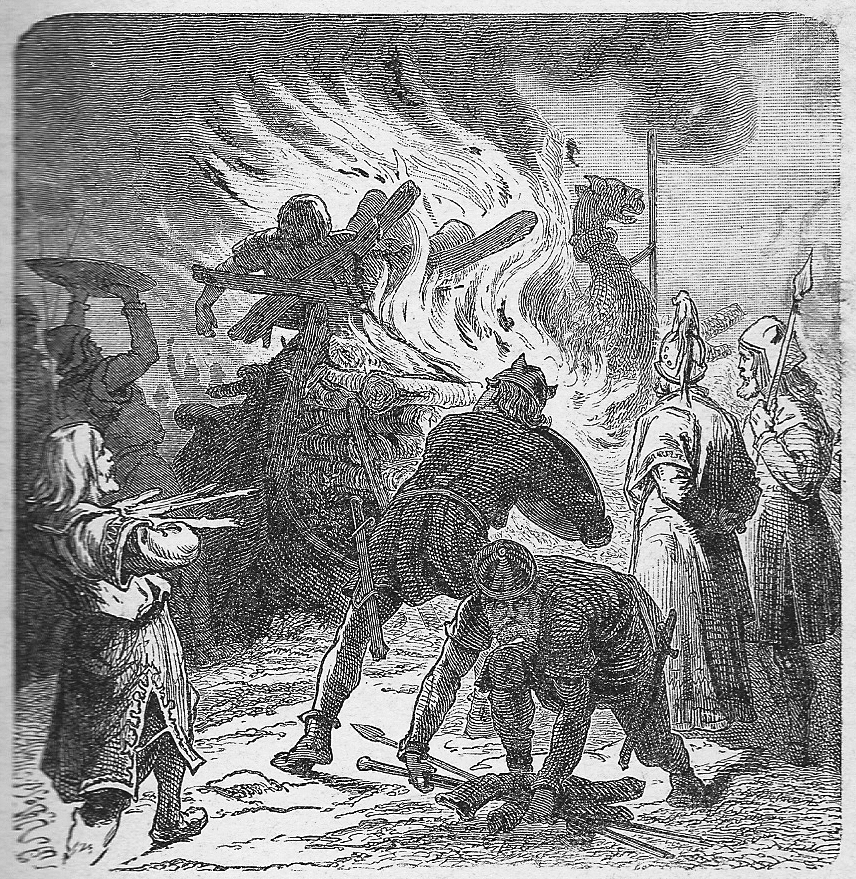
بعد أحرق سيغورد رينغ جثة (فريدريش ويلهلم هاين، 1921)

سيغورد رينغ ( الإسكندنافية القديمة : Sigurðr Hringr ، في بعض المصادر يُطلق عليه فقط Hringr) وفقًا للأسطورة كان ملكًا للسويديين، ذُكر في عديد الملاحم الإسكندنافية القديمة. وفقًا لهذه المصادر، مُنح الحكم على السويد ملكًا تابعًا تحت قيادة عمه هارالد وارتوث ‏. لاحقًا حمل السلاح ضد عمه هارالد في محاولة للإطاحة به والاستيلاء على تاج الدنمارك، وهو الصراع الذي فاز به سيغورد في النهاية بعد معركة برافيلير ‏ الأسطورية، حيث يقال إن أودين نفسه تدخل وقتل هارالد. في الملحمة، يُعرف سيغورد أيضًا بأنه والد بطل الفايكنج الإسكندنافي والملك الأسطوري للدنمارك والسويد، راغنار لودبروك . وفقًا لملحمة بوسا وهيرودس ‏، كانت هناك ملحمة عن سيغورد رينغ، لكن هذه الملحمة ضاعت الآن.